# Gisa Gerold

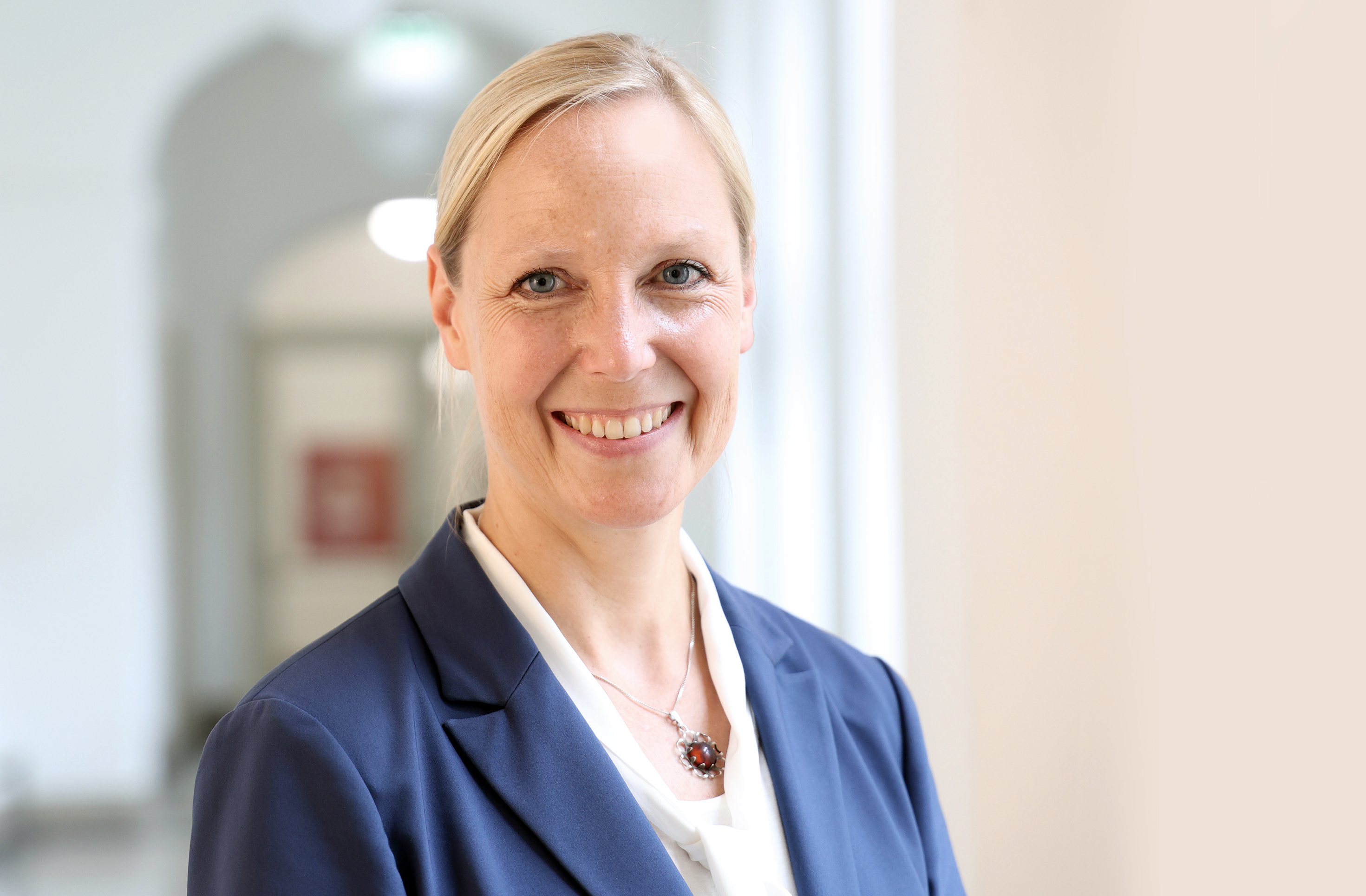
Gisa Gerold (2024)

Gisa Gerold (* 7. Juni 1979 in Hannover) ist eine deutsche Biochemikerin und Virologin. Seit November 2024 ist sie Professorin für Virologie an der Medizinischen Universität Innsbruck, wo sie auch als Direktorin das Institut für Virologie leitet.

## Beruflicher Werdegang
Gisa Gerold begann 1998 das Studium der Biochemie mit den Nebenfächern Physikalische Chemie und Mikrobiologie an der Eberhard-Karls-Universität Tübingen. Ein Auslandsaufenthalt führte sie an die Montana State University in den Vereinigten Staaten von Amerika. 2003 schloss Gerold das Studium mit dem Diplom ab.
Ab 2004 forschte sie als PhD-Studentin am Max-Planck-Institut für Infektionsbiologie bei Arturo Zychlinsky. 2008 promovierte Gerold summa cum laude in Biologie und Biochemie an der Humboldt-Universität zu Berlin. Für ihre Doktorarbeit erhielt sie die Otto-Hahn-Medaille der Max-Planck-Gesellschaft.
Danach arbeitete Gerold drei Jahre lang an der Rockefeller University in New York, wo sie als Postdoc im Labor des späteren Nobelpreisträgers Charles M. Rice forschte. Infektionen mit dem Hepatitis-C-Virus bildeten zu dieser Zeit ihren Forschungsschwerpunkt.
Wieder zurück in Deutschland arbeitete sie ab 2012 am Twincore, Zentrum für Experimentelle und Klinische Infektionsforschung in Hannover, wo sie von 2017 bis 2020 auch die Gruppe „Virale Proteomik“ leitete. 2017 wurde Gerold außerdem mit dem Robert-Koch-Preis für Postdoktoranden im Fach Virologie ausgezeichnet. 2018 wurde Gerold als Gastprofessorin an das Institut für Mikrobiologie an der Umeå Universität in Schweden berufen. Die Professur in Schweden endete 2024.
2020 wurde Gerold Professorin für Biochemie, mit Schwerpunkt Molekulare und Klinische Infektiologie, an der Stiftung Tierärztliche Hochschule Hannover. Zwei Jahre später stieg sie dort zur Leiterin des Instituts für Biochemie auf. Seit 2023 ist sie Vorstandsmitglied der Gesellschaft für Virologie (GfV). Am 1. November 2024 wurde Gerold zur Professorin für Virologie an der Medizinischen Universität Innsbruck berufen. Gleichzeitig übernahm sie dort als Direktorin die Leitung des Instituts für Virologie. Gerolds Forschungsschwerpunkte umfassen neu auftretende Viren, darunter solche, die von Stechmücken und anderen Tieren auf den Menschen übertragen werden, sowie Hepatitis-Viren.